# Puente de la Hispanidad
Die Puente de la Hispanidad, ursprünglich Puente de Hispanoamérica genannt, überbrückt den Río Pisuerga in Valladolid in der Region Kastilien-León in Nordspanien.
Sie führt die Avenida de Zamora über den Fluss, die zusammen mit der Brücke in den Jahren 1997 bis 1999 gebaut wurde, um eine Verbindung zwischen einem neuen großen Kreisverkehr an der Av. de Salamanca und dem Stadtviertel auf der südlichen Seite des Flusses herzustellen.

## Beschreibung
Die 156 m lange und 31 m breite Brücke hat vier durch einen Mittelstreifen getrennte Fahrspuren und beidseits einen Geh- und Radweg.
Die von Juan José Arenas und Marcos J. Pantaleón entworfene und von den Unternehmen Ferrovial und Zarzuela ausgeführte Brücke ist eine einhüftige, asymmetrische Schrägseilbrücke mit einer 120 m weiten Hauptöffnung und einer 36 m weiten, in einem großen Gegengewicht endenden Nebenöffnung auf dem linken, südlichen Flussufer. Sie hat zum Fluss geneigte Pylone aus Spannbeton, die die Fahrbahn um 41 m überragen. Sie tragen mit je 10 Schrägseilen den Fahrbahnträger über der Hauptöffnung und sind mit je einem großen Spannbetonbalken an dem Gegengewicht verankert. Die Pylone bilden mit diesen Balken und dem Fahrbahnträger über der Nebenöffnung einen dreieckigen Rahmen, der steifer ist als die übliche Ausführung mit Schrägseilen und deshalb einen weniger aufwendigen Fahrbahnträger erlaubt. Der Fahrbahnträger besteht aus zwei am Rand angeordneten Hohlkästen aus Spannbeton, die einen stählernen Rost flankieren, der von einer 18 cm dicken Platte aus Betonfertigteilen abgedeckt wird. Er ist über dem Gegengewicht weiträumig ausgebuchtet. Eine kleinere Ausbuchtung am Fuß der Pylone markiert den Platz für die Pfeiler.
Die ebenfalls von Juan José Arenas entworfene und 2007 in einem Vorort von Madrid eröffnete Puente Puerta de Las Rozas ist eine Weiterentwicklung der Puente de la Hispanidad.